# Oku Mumeo
Oku Mumeo, född 1895, död 1997, var en japansk politiker och feminist, främst känd för sin aktivism för rösträtt och sitt engagemang i konsumentfrågor. 
Hon spelade en framträdande roll i kampanjen för införandet av rösträtt för kvinnor, och var medgrundare till Shin-fujin kyoka 1919. 
Kvinnor fick rösträtt och blev valbara 1946. Hon satt sedan i parlamentets överhus 1947–1965. 